# Thecla alihoba
Thecla alihoba är en fjärilsart som beskrevs av Otto Staudinger 1894. Thecla alihoba ingår i släktet Thecla och familjen juvelvingar. Inga underarter finns listade i Catalogue of Life.